# Municipio de Essex (Míchigan)
El municipio de Essex (en inglés: Essex Township) es un municipio ubicado en el condado de Clinton en el estado estadounidense de Míchigan. En el año 2010 tenía una población de 1910 habitantes y una densidad poblacional de 20,72 personas por km².

## Geografía
El municipio de Essex se encuentra ubicado en las coordenadas 43°4′18″N 84°39′30″O / 43.07167, -84.65833. Según la Oficina del Censo de los Estados Unidos, el municipio tiene una superficie total de 92.2 km², de la cual 91,57 km² corresponden a tierra firme y (0,68 %) 0,63 km² es agua.

## Demografía
Según el censo de 2010, había 1910 personas residiendo en el municipio de Essex. La densidad de población era de 20,72 hab./km². De los 1910 habitantes, el municipio de Essex estaba compuesto por el 97,59 % blancos, el 0,58 % eran afroamericanos, el 0,05 % eran amerindios, el 0,31 % eran asiáticos, el 0,73 % eran de otras razas y el 0,73 % eran de una mezcla de razas. Del total de la población el 1,78 % eran hispanos o latinos de cualquier raza.